# Lanterna de Aristóteles

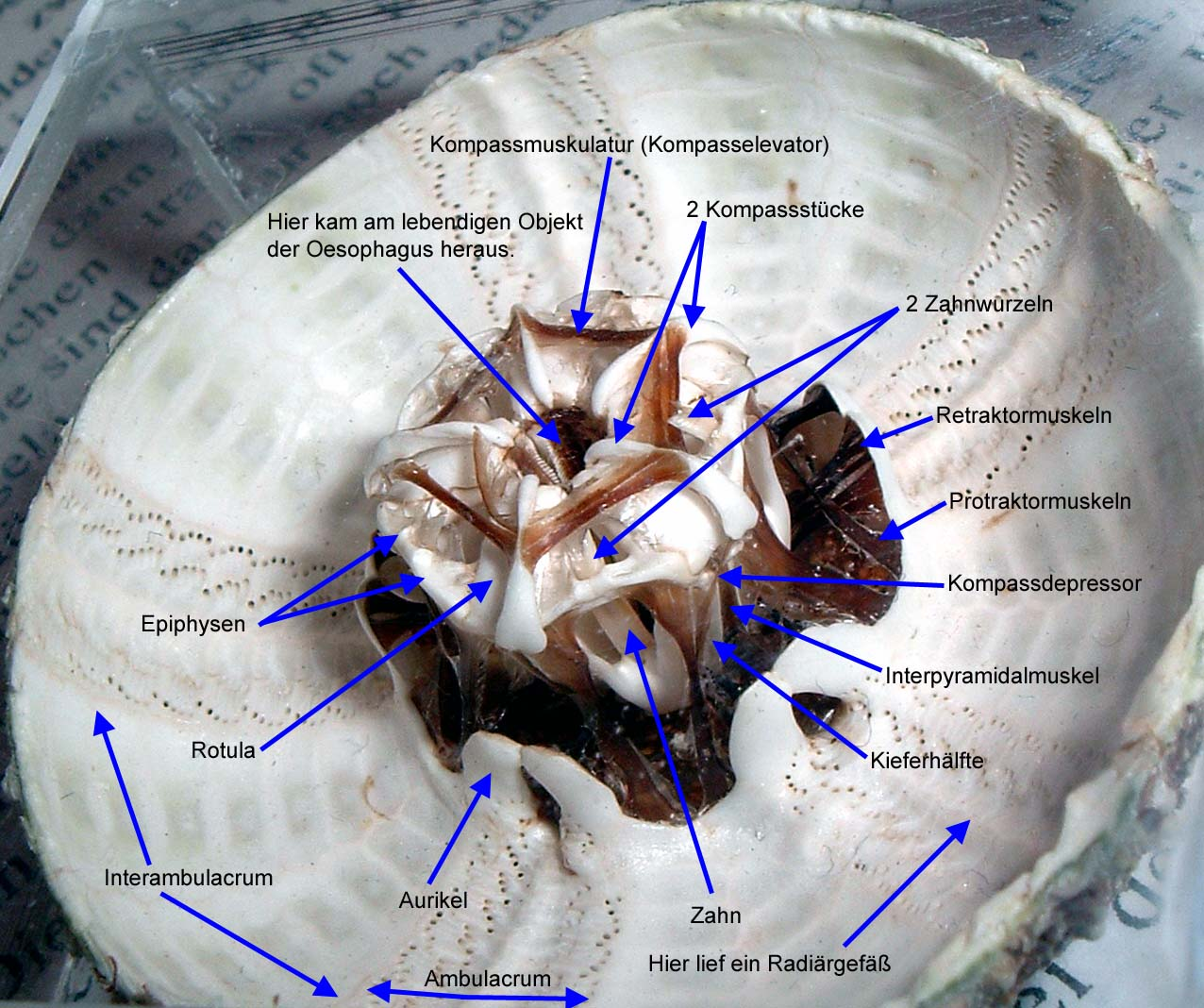
A "lanterna de Aristóteles".

Lanterna de Aristóteles é a designação dada ao aparelho masticatório dos ouriços-do-mar e bolachas-do-mar, tendo particular desenvolvimento nos grupos taxonómicos pentaméricos Regularia e Clypeasteridae. A estrutura é constituída por 40 placas esqueléticas, com cinco dentes móveis interligados. A estrutura foi descrita pela primeira vez pelo polímata grego Aristóteles, que a comparou a uma lanterna (λαμπτήρ em grego), daí o nome.

## Descrição
No centro da região aboral encontra-se o ânus. Ao redor dele, há cinco placas calcárias, uma delas é a placa madreporita. Em cada uma há uma abertura genital. No centro da região oral fica a boca, rodeada pelos cinco dentes pontiagudos da lanterna de Aristóteles. Em volta da boca há as papilas ou brânquias, que servem para a respiração e excreção. Os ouriços-do-mar vivem sobre as rochas e a areia, no fundo do mar, desde a zona de batimento da maré até cinco mil metros de profundidade. Locomovem-se lentamente pela ação dos pés ambulacrários e alimentam-se de algas, pequenos animais e matéria orgânica em decomposição.
No ouriço-do-mar há um aparelho bucal muito grande, semelhante à rádula, com cinco dentes de origem calcária que correm dentro de placas dispostas em forma de uma lanterna. Tal aparelho foi descrito em pormenor por Aristóteles e por isso é chamado lanterna de Aristóteles. Esses animais pertencem ao filo dos equinodermos; eles se locomovem por meio do sistema ambulacrário, em que a corrente de água marinha, passando por seus pés ambulacrais, ajuda na locomoção. São triblásticos e apresentam celoma verdadeiro (cavidade totalmente revestida por mesoderma).

## Galeria

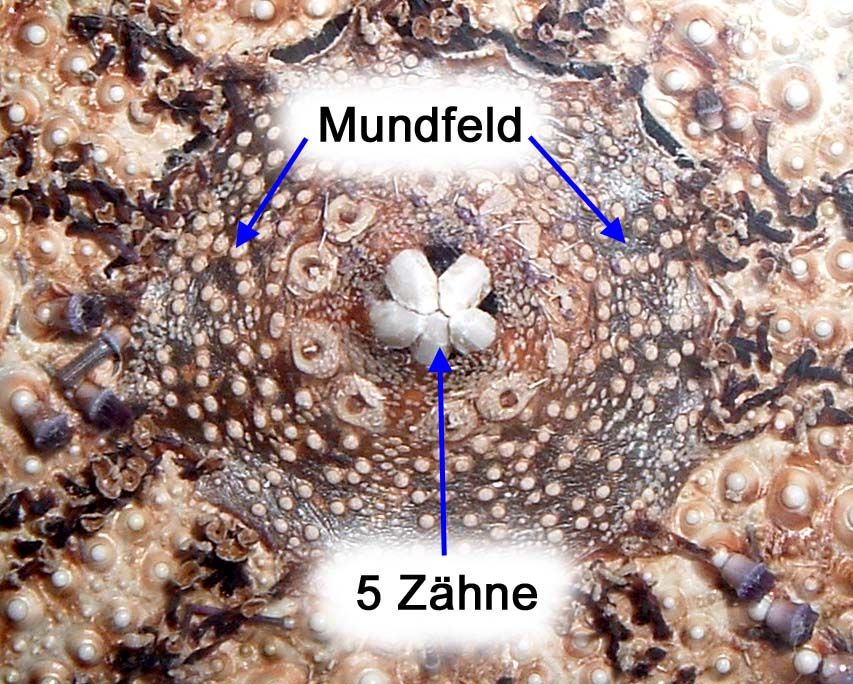
Peristoma de um ouriço-do-mar (detalhe mostrando a dentição).
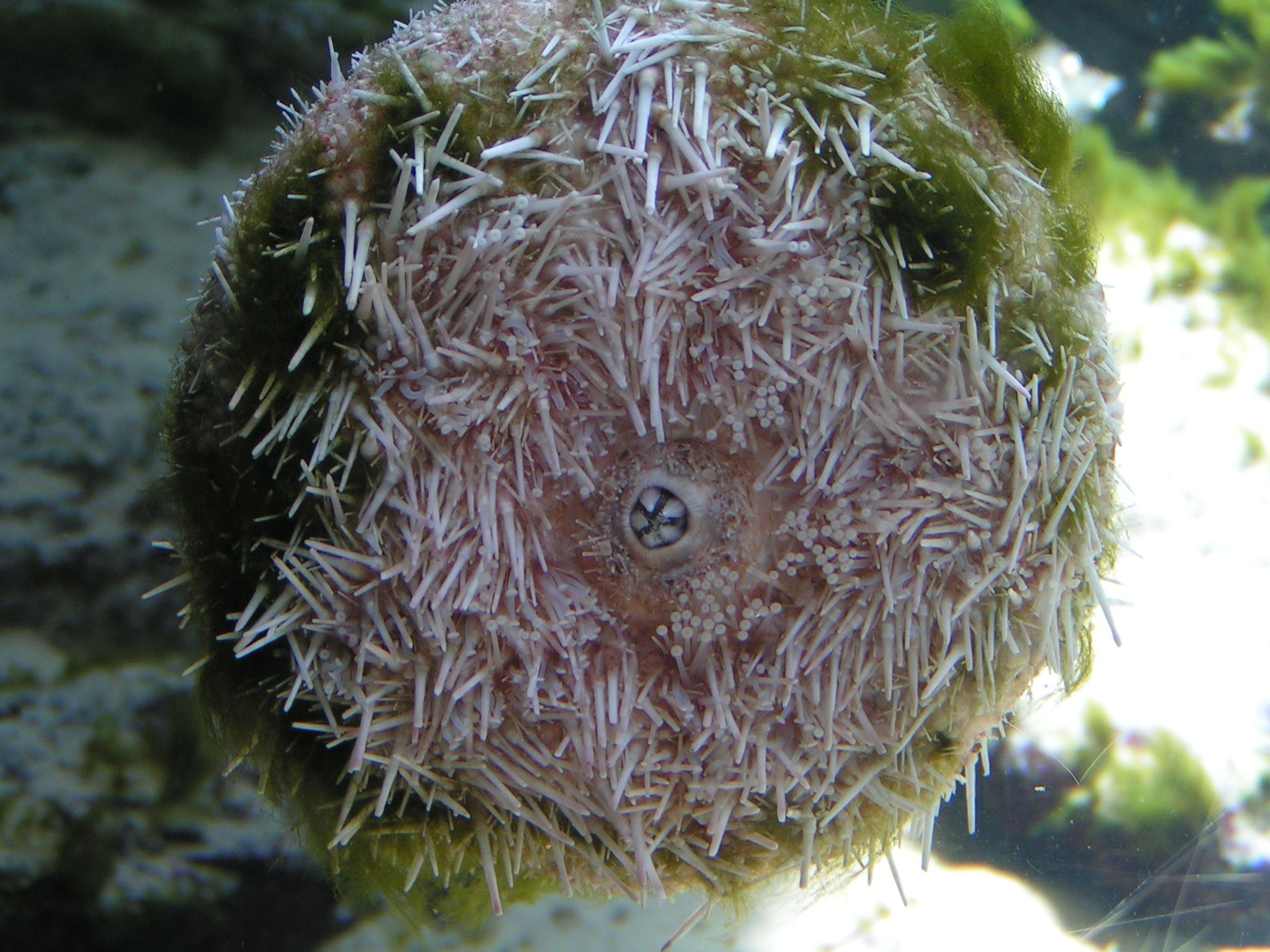
Face oral de um ouriço-do-mar.